# David Duchovny
David William Duchovny, född 7 augusti 1960 i New York, är en amerikansk skådespelare.
Han är mest känd för att ha spelat FBI-agenten Fox Mulder i TV-serien Arkiv X samt författaren Hank Moody i TV-serien Californication. Han medverkade dock redan i andra omgången av Twin Peaks, där han gestaltar den heterosexuelle transvestiten Denice Bryson, en "specialagent" som tillkallats av FBI-agenten Cooper, vilken tidigare känt Denice som Dennis. Duchovny har även gett röst åt huvudpersonen i TV- och datorspelet XIII.
Duchovny är ett New York Yankees-fan.
Han talar förutom engelska även franska, latin och hebreiska.

## Privatliv
Han var gift med skådespelaren Téa Leoni 1997–2014. De har två barn, födda 1999 och 2002.

## Filmografi (urval)
- 1988 – Working Girl
- 1989 – New Year's Day
- 1990 – Denial
- 1990–1991 – Twin Peaks (TV-serie) (tre avsnitt)
- 1991 – Julia has two lovers
- 1992 – Beethoven
- 1993 – Kalifornia
- 1993–2002 – Arkiv X (TV-serie)
- 1997 – Simpsons (TV-serie) (avsnittet "The Springfield Files")
- 1997 – Playing God
- 1998 – Arkiv X: Fight The Future
- 2000 – Return to Me
- 2001 – Evolution
- 2001 – Zoolander
- 2002 – Full Frontal
- 2003 – Sex and the City (TV-serie)
- 2004 – Connie and Carla
- 2004 – House of D
- 2005 – Trust The Man
- 2006 – The Tv-Set
- 2007 – Things We Lost In The Fire
- 2007–2014 – Californication (TV-serie)
- 2008 – Arkiv X: I Want to Believe
- 2009 – The Joneses
- 2015–2016 – Aquarius (TV-serie)
- 2025 – Malice (TV-serie)